# Christian Cooke
Pour les articles homonymes, voir Cooke.
 (mars 2020).
Si vous disposez d'ouvrages ou d'articles de référence ou si vous connaissez des sites web de qualité traitant du thème abordé ici, merci de compléter l'article en donnant les références utiles à sa vérifiabilité et en les liant à la section « Notes et références ».
 (mars 2020).
Christian Louis Cooke, né le 15 septembre 1987 à Bradford, West Yorkshire est un acteur anglais, connu pour avoir joué Luke Kirkwall dans Where the Heart Is, Luke Rutherford dans Demons et Dorian Gaudain dans Trinity.

## Biographie
Christian Cooke est né le 15 septembre 1987 à Bradford, West Yorkshire. Il a un frère, Alexander Cooke et une sœur Gabrielle Cooke.
Il est cousin avec Mel B.

### Vie privée
Il est sorti avec l'actrice Dianna Agron.
Il a été en couple avec l'actrice Vanessa Kirby de 2009 à 2011.

## Carrière
Il débute à la télévision dans Wilmot de 1999 à 2000. Puis, il obtient un rôle jusqu'en 2006 dans Where the Heart Is, diffusée sur ITV.
En 2007, il tourne dans Inspecteur George Gently, Robin des Bois, The Royal et The Chase.
En 2009, il obtient des rôles dans les séries Trinity et Demons . L'année suivante, il fait ses premiers pas au ciné dans Cemetery Junction, un film indépendant qui a été globalement bien accueilli et dans lequel il retrouve son partenaire de Trinity, Tom Hughes.
En 2011, il tourne aux côtés de Claire Foy, dans la mini-série Le Serment diffusée en France sur Canal+. L'année suivante, il tient un rôle dans la série américaine Magic City, mais celle-ci est annulée après une saison.
En 2013, il joue Mercutio dans Roméo et Juliette de Carlo Carlei avec Hailee Steinfeld et Douglas Booth et il est également présent dans Hello Carter avec Charlie Cox et Jodie Whittaker.
L'année d'après, il incarne Frederick Beauchamp, le fils de Joanna Beauchamp (Julia Ormond), dans la saison 2 de Witches of East End diffusée sur Lifetime et il tourne dans le film Love, Rosie, aux côtés de Lily Collins et Sam Claflin.
En 2018, il joue avec Bill Nighy, Anna Chancellor, Ella Purnell, Luke Treadaway et Alice Eve dans la mini-série Témoin indésirable, adapté du roman homonyme d'Agatha Christie et dans le film A Rose in Winter de Joshua Sinclair, basée sur la vie d'Edith Stein.

## Filmographie

### Cinéma

#### Longs métrages
- 2010 : Cemetery Junction de Stephen Merchant et Ricky Gervais : Freddie
- 2012 : Unconditional de Bryn Higgins : Liam
- 2013 : Roméo et Juliette (Romeo and Juliet) de Carlo Carlei : Mercutio
- 2013 : Hello Carter d'Anthony Wilcox : Elliot
- 2014 : Love, Rosie de Christian Ditter : Greg
- 2014 : Electricity de Bryn Higgins : Mikey O'Connor
- 2015 : Drunk Wedding de Nick Weiss : Jon
- 2018 : A Rose in Winter de Joshua Sinclair : Michael Praeger
- 2019 : Point Blank de Joe Lynch : Mateo Guevara
- 2025 : Plainclothes de Carmen Emmi : Ron

#### Courts métrages
- 2007 : Wish de Matt Day : Malcolm
- 2013 : Fare de Pj Harling : Dominic
- 2014 : Anomaly de Dan DiFelice et Salomon Ligthelm : Oliver Grier
- 2019 : Everything You Didn't Say de Charlie Reader : Dylan

### Télévision

#### Séries télévisées
- 1999 - 2000 : Wilmot : Wilmot Tanner
- 2000 - 2006 : Where the Heart Is : Luke Kirkwall
- 2002 / 2006 : Casualty : Mark Booth / Jude Becket
- 2004 : Barking ! : Ryan
- 2006 : Doctors : Gary
- 2007 : Inspecteur George Gently (Inspector George Gently) : Billy Lister
- 2007 : Robin des Bois : Luke Scarlett
- 2007 : The Royal : Bobby Horrocks
- 2007 : The Chase : Liam Higgins
- 2008 : Doctor Who : Ross Jenkins
- 2008 : Echo Beach : Brae Marrack
- 2009 : Demons : Luke Rutherford
- 2009 : Trinity : Dorian Gaudain, Comte de Colfax
- 2011 : Le Serment (The Promise) : Sergent Leonard "Len" Matthews
- 2012 - 2013 : Magic City : Daniel "Danny" Evans
- 2014 : Witches of East End : Frederick Beauchamp
- 2015 : Stonemouth : Stewart Gilmour
- 2015 - 2016 : The Art of More : Graham Connor
- 2018 : Témoin indésirable (Ordeal by innocence) : Mickey Argyll
- 2020 : Barkskins : Rene Sel
- 2022 : That Dirty Black Bag : Steve
- 2024 : Rematch de Yan England : Garry Kasparov

#### Téléfilm
- 2010 : La Relique maudite (en) (Dark Relic) de Lorenzo Sena : Paul